# Володимиро-Іллінська сільська рада (Новотроїцький район)
Володимиро-Іллінська сільська рада — адміністративно-територіальна одиниця та орган місцевого самоврядування в Новотроїцькому районі Херсонської області. Адміністративний центр — село Чумацький Шлях.

## Загальні відомості
Володимиро-Іллінська сільська рада утворена в 1944 році.
05.02.1965 Указом Президії Верховної Ради Української РСР передано Володимиро-Іллінську сільраду Чаплинського району до складу Новотроїцького району.
- Територія ради: 169,093 км²
- Населення ради: 2 103 особи (станом на 2001 рік)

## Населені пункти
Сільській раді були підпорядковані населені пункти:
- с. Чумацький Шлях
- с. Катеринівка
- с. Новорепівка
- с. Новоукраїнка
- с. Софіївка

## Склад ради
Рада складалася з 16 депутатів та голови.
- Голова ради: Шевченко Володимир Петрович
- Секретар ради: Кіяшко Вікторія Олексадрівна

### Керівний склад попередніх скликань
| Прізвище, ім'я, по батькові | Основні відомості                                                         | Дата обрання | Дата звільнення |
| --------------------------- | ------------------------------------------------------------------------- | ------------ | --------------- |
| Ушаков Олександр Васильович | Сільський голова, 1965 року народження, член Комуністичної партії України | 26.03.2006   | 01.02.2008      |
| Сергєєв Микола Сергійович   | Сільський голова, 1985 року народження, член Партії регіонів              | 01.06.2008   | 31.10.2010      |
| Шевченко Володимир Петрович | Сільський голова, 1952 року народження, освіта вища, член Партії регіонів | 31.10.2010   |                 |

Примітка: таблиця складена за даними сайту Верховної Ради України

### Депутати
За результатами місцевих виборів 2010 року депутатами ради стали:

#### За суб'єктами висування
| Суб'єкт висування           | Кількість обраних депутатів | %    |
| --------------------------- | --------------------------- | ---- |
| Партія регіонів             | 10                          | 62,5 |
| Комуністична партія України | 3                           | 18,8 |
| Самовисування               | 3                           | 18,8 |

#### За округами
| № округу                    | Прізвище, ім'я, по батькові     | Дата визнання обраним | Освіта  | Партійна приналежність            | Відомості про обраного депутата                                          |
| --------------------------- | ------------------------------- | --------------------- | ------- | --------------------------------- | ------------------------------------------------------------------------ |
| Комуністична партія України |                                 |                       |         |                                   |                                                                          |
| 1                           | Варава Ніна Миколаївна          | 04.11.2010            | середня | член Комуністичної партії України | пенсіонер                                                                |
| 2                           | Скрипник Валентина Юріївна      | 04.11.2010            | середня | член Комуністичної партії України | Новотроїцький Райсількомунгосп, майстер дільниці                         |
| 13                          | Шишкін Микола Леонідович        | 04.11.2010            | середня | член Комуністичної партії України | тимчасово не працює                                                      |
| Партія регіонів             |                                 |                       |         |                                   |                                                                          |
| 3                           | Кобицька Любов Василівна        | 04.11.2010            | середня | член Партії регіонів              | тимчасово не працює                                                      |
| 5                           | Зарюта Богдана Михайлівна       | 04.11.2010            | середня | член Партії регіонів              | Дитячий садок «Ластівка», вихователь                                     |
| 6                           | Пилипчук Геннадій Григорович    | 04.11.2010            | середня | член Партії регіонів              | Володимиро-Іллінський спортивний клуб «Витязь», директор                 |
| 7                           | Кухарь Анжеліка Шахбазівна      | 04.11.2010            | середня | член Партії регіонів              | Володимиро-Іллінський будинок-інтернат, медична сестра                   |
| 9                           | Білий Володимир Миколайович     | 04.11.2010            | середня | член Партії регіонів              | приватний підприємець                                                    |
| 10                          | Нирков Микола Леонідович        | 04.11.2010            | середня | член Партії регіонів              | тимчасово не працює                                                      |
| 12                          | Ільонок Сергій Анатолійович     | 04.11.2010            | вища    | член Партії регіонів              | Володимиро-Іллінська загальноосвітня школа, вчитель                      |
| 14                          | Козачук Михайло Феодосійович    | 04.11.2010            | середня | член Партії регіонів              | тимчасово не працює                                                      |
| 15                          | Новікова Валентина Веніаминівна | 04.11.2010            | вища    | член Партії регіонів              | Новорепівська загальноосвітня школа, вчитель                             |
| 16                          | Човник Віталій Іванович         | 04.11.2010            | вища    | член Партії регіонів              | тимчасово не працює                                                      |
| Самовисування               |                                 |                       |         |                                   |                                                                          |
| 4                           | Майстренко Петро Миколайович    | 04.11.2010            | середня | позапартійний                     | тимчасово не працює                                                      |
| 8                           | Фролова Ганна Борисівна         | 04.11.2010            | вища    | позапартійна                      | Володимиро-Іллінська сільська рада, секретар                             |
| 11                          | Кіяшко Вікторія Олександрівна   | 04.11.2010            | середня | позапартійна                      | Володимиро-Іллінська сільська рада, інспектор військово-облікового столу |